# Jorge Gutiérrez
Jorge Gutiérrez, född 18 september 1975 i Camagüey, Kuba, är en kubansk boxare som tog OS-guld i mellanviktsboxning 2000 i Sydney. I finalen besegrade han Gaydarbek Gaydarbekov med 17-15.